# 東海道かわさき宿交流館
東海道かわさき宿交流館（とうかいどうかわさきしゅくこうりゅうかん）は、東海道かわさき宿交流館条例により設置された、川崎市の公の施設。
2013年10月1日に開館。2013年8月6日に、川崎市の阿部孝夫市長（当時）による開館の記者発表が、指定管理者同席のもと行われた。
川崎市はこの敷地に駐輪場を整備する計画だったが、元国会議員の斎藤文夫を中心とする東海道川崎宿歴史資料館推進委員会（斎藤文夫、市川緋佐麿、平川靖二世話人）による「東海道川崎宿歴史資料館設立陳情書」の提出（7,957名署名）を受けて、「川崎駅周辺地域文化資源活用まちづくり懇談会」を実施した上で、駐輪場との合築施設として東海道かわさき宿交流館を整備した。整備に関わる総事業費は市の負担10億2000万円の他、社会資本整備総合交付金6億7100万円。
東海道かわさき宿交流館の指定管理者は、公益財団法人川崎市文化財団（北條秀衛理事長）と一般社団法人川崎市観光協会（斎藤文夫会長）の共同事業体。川崎市が指定管理者に支払う指定管理料は、年間4,679万円。この他、東海道かわさき宿交流館推進委員会（斎藤文夫、市川緋佐麿、平川靖二代表）が、施設運営のため市民からの募金を呼びかけた。
2013年9月28日に東海道かわさき宿交流館の開館記念式典が、公益財団法人川崎市文化財団により実施され、川崎市の阿部孝夫市長、東京都大田区の松原忠義区長などがテープカットを行った。川崎・砂子の里資料館（斎藤文夫館長）の所蔵する浮世絵の展示のほか、常設展示では川崎宿と平間寺など周辺地域の歴史を紹介。また、東海道五十三次サミットを川崎で新たに立ち上げ、東海道かわさき宿交流館で実施することも計画された。
2014年11月に、かながわ観光大賞審査委員会（黒岩祐治神奈川県知事、斎藤文夫神奈川県観光協会会長、ほか3名）により、第5回かながわ観光大賞のグランプリに東海道かわさき宿交流館が選出された
東海道かわさき宿交流館の整備に関わった事業者は次のとおりである。建築設計及び工事監理は、株式会社小山建築設計事務所。建築施工は、野州工業株式会社。展示制作は、株式会社トータルメディア開発研究所。
類似の先行施設として、品川宿交流館（東京都品川区、2009年開館）、小田原宿なりわい交流館（神奈川県小田原市、2001年開館）、草津宿街道交流館（滋賀県草津市、1999年開館）、東海道由比宿交流館（静岡県静岡市、2005年開館）、東海道伝馬館（滋賀県甲賀市、2001年開館）、東海道どまん中茶屋（静岡県袋井市、2000年開館）、太田宿中山道会館（岐阜県美濃加茂市、2006年開館）など。